# スペンサー・シュウェレンバック
スペンサー・ドリュー・シュウェレンバック（Spencer Drew Schwellenbach, 2000年5月31日 - ）は、 アメリカ合衆国ミシガン州サギノー出身のプロ野球選手（投手）。右投右打。MLBのアトランタ・ブレーブス所属。

## 経歴

### プロ入り前
2018年のMLBドラフト34巡目（全体1033位）でクリーブランド・インディアンスから指名されたが、この時は契約せずにネブラスカ大学リンカーン校へ進学した。大学時代は遊撃手も兼任しながら活躍し、2021年には全米の大学球界で最も活躍した二刀流選手に与えられるジョン・オルルド賞を獲得している。

### プロ入りとブレーブス時代
2021年のMLBドラフト2巡目（全体59位）でアトランタ・ブレーブスから指名されプロ入り。契約直後の8月にトミー・ジョン手術を受けたため、この年の登板は無かった。
2022年は前年の手術の影響で全休した。
2023年、傘下のA級オーガスタ・グリーンジャケッツでプロデビュー。A+級ローム・ブレーブスでもプレーし、2チーム合計で16試合に先発登板して5勝2敗、防御率2.49、55奪三振を記録した。また、7月にはオールスター・フューチャーズゲームのナショナルリーグ選抜に選出された。
2024年はAA級ミシシッピ・ブレーブスで開幕を迎え、AAA級グウィネット・ストライパーズを経て5月29日にメジャー契約を結んでアクティブ・ロースター入りした。同日のワシントン・ナショナルズ戦で先発してメジャーデビュー（5回3失点の投球で敗戦投手）。

## 投球スタイル
速球は常時90mph台中盤を計測する。変化球ではスライダーとスローカーブを武器としており、チェンジアップも投げる。

## 詳細情報

### 年度別投手成績
| 年 度    | 球 団    | 登 板 | 先 発 | 完 投 | 完 封 | 無 四 球 | 勝 利 | 敗 戦 | セ 丨 ブ | ホ 丨 ル ド | 勝 率 | 打 者 | 投 球 回 | 被 安 打 | 被 本 塁 打 | 与 四 球 | 敬 遠 | 与 死 球 | 奪 三 振 | 暴 投 | ボ 丨 ク | 失 点 | 自 責 点 | 防 御 率 | W H I P |
| -------- | -------- | ----- | ----- | ----- | ----- | -------- | ----- | ----- | -------- | ----------- | ----- | ----- | -------- | -------- | ----------- | -------- | ----- | -------- | -------- | ----- | -------- | ----- | -------- | -------- | ------- |
| 2024     | ATL      | 21    | 21    | 0     | 0     | 0        | 8     | 7     | 0        | 0           | .533  | 500   | 123.2    | 106      | 14          | 23       | 1     | 6        | 127      | 3     | 0        | 49    | 46       | 3.35     | 1.04    |
| MLB：1年 | MLB：1年 | 21    | 21    | 0     | 0     | 0        | 8     | 7     | 0        | 0           | .533  | 500   | 123.2    | 106      | 14          | 23       | 1     | 6        | 127      | 3     | 0        | 49    | 46       | 3.35     | 1.04    |

- 2024年度シーズン終了時

### 年度別守備成績
| 年 度 | 球 団 | 投手（P） | 投手（P） | 投手（P） | 投手（P） | 投手（P） | 投手（P） |
| 年 度 | 球 団 | 試 合     | 刺 殺     | 補 殺     | 失 策     | 併 殺     | 守 備 率  |
| ----- | ----- | --------- | --------- | --------- | --------- | --------- | --------- |
| 2024  | ATL   | 21        | 9         | 20        | 0         | 2         | 1.000     |
| MLB   | MLB   | 21        | 9         | 20        | 0         | 2         | 1.000     |

- 2024年度シーズン終了時

### 記録
MiLB
- オールスター・フューチャーズゲーム選出：1回（2023年）

### 背番号
- 56（2024年 - ）